# Foetidia parviflora
Foetidia parviflora là một loài thực vật có hoa trong họ Lecythidaceae. Loài này được Capuron ex Bosser mô tả khoa học đầu tiên năm 1988.